# Ovatipsa
Ovatipsa is een geslacht van weekdieren uit de klasse van de Gastropoda (slakken).

## Soorten
- Ovatipsa chinensis (Gmelin, 1791)
- Ovatipsa coloba (Melvill, 1888)
- Ovatipsa rashleighana (Melvill, 1888)